# Liste der Namenstage/U
| Vorname | Geschlecht | Datum                                                                   |
| ------- | ---------- | ----------------------------------------------------------------------- |
| Udo     | m          | 3. Oktober                                                              |
| Ulrich  | m          | 16. Januar, 26. Februar, 11. März, 8. Mai, 4. Juli, 14. Juli, 1. August |
| Ulrike  | w          | 8. Mai, 4. Juli                                                         |
| Urban   | m          | 25. Mai, 19. Dezember                                                   |
| Urs     | m          | 5. September, 30. September                                             |
| Ursula  | w          | 20. Januar, 21. Oktober                                                 |
| Ute     | w          | 30. September, 1. März                                                  |
| Uwe     | m          | 4. Juli                                                                 |